# اچ‌ام‌اس کامبرلند (۱۹۰۲)
اچ‌ام‌اس کامبرلند (۱۹۰۲) (به انگلیسی: HMS Cumberland (1902)) یک کشتی بود که طول آن ۴۶۳٫۵ فوت (۱۴۱٫۳ متر) بود. این کشتی در سال ۱۹۰۲ ساخته شد.